# Pomnik poświęcony pamięci prof. Knuta Olofa Falka i Szwedzkiej Ekspedycji Jaćwieskiej
Pomnik poświęcony pamięci prof. Knuta Olofa Falka i Szwedzkiej Ekspedycji Jaćwieskiej – pomnik mieści się na niewielkim placu przed budynkiem suwalskiego Muzeum Okręgowego przy ulicy Kościuszki. Na niskim cokole umieszczono głaz narzutowy z wyrytymi napisami upamiętniającymi profesora Knuta Olofa Falka.

## Opis pomnika
Pomnik ustawiono przy ulicy Kościuszki, na placu przed gmachem dawnej Resursy Obywatelskiej a obecnie Muzeum Okręgowego w Suwałkach. Granitowy głaz narzutowy (kształtem zbliżony do nieregularnej kuli: wysokość – ok. 127 cm; obwód w najszerszym miejscu – ok. 395 cm) został osadzony na niewielkiej podstawie – niskim cokole (wysokość – 12,5 cm).  
Na głazie znalazły się stylizowane napisy przypominające staroskandynawskie runy. Pomnik nawiązuje swoim wyglądem do skandynawskiej steli nagrobnej. Inicjatorem jego powstania było Państwowe Muzeum Archeologiczne w Warszawie i suwalskie Muzeum Okręgowe, zaś jego wykonawcą Rafał Strumiłło. Nad przewozem i ustawieniem pomnika czuwał Jan Góral. Część prac związanych z powstaniem pomnika wykonano społecznie.

Opiekę nad obiektem sprawuje Muzeum Okręgowe w Suwałkach. 

## Współczesny widok pomnika poświęconego pamięci prof. Knuta Olofa Falka i Szwedzkiej Ekspedycji Jaćwieskiej

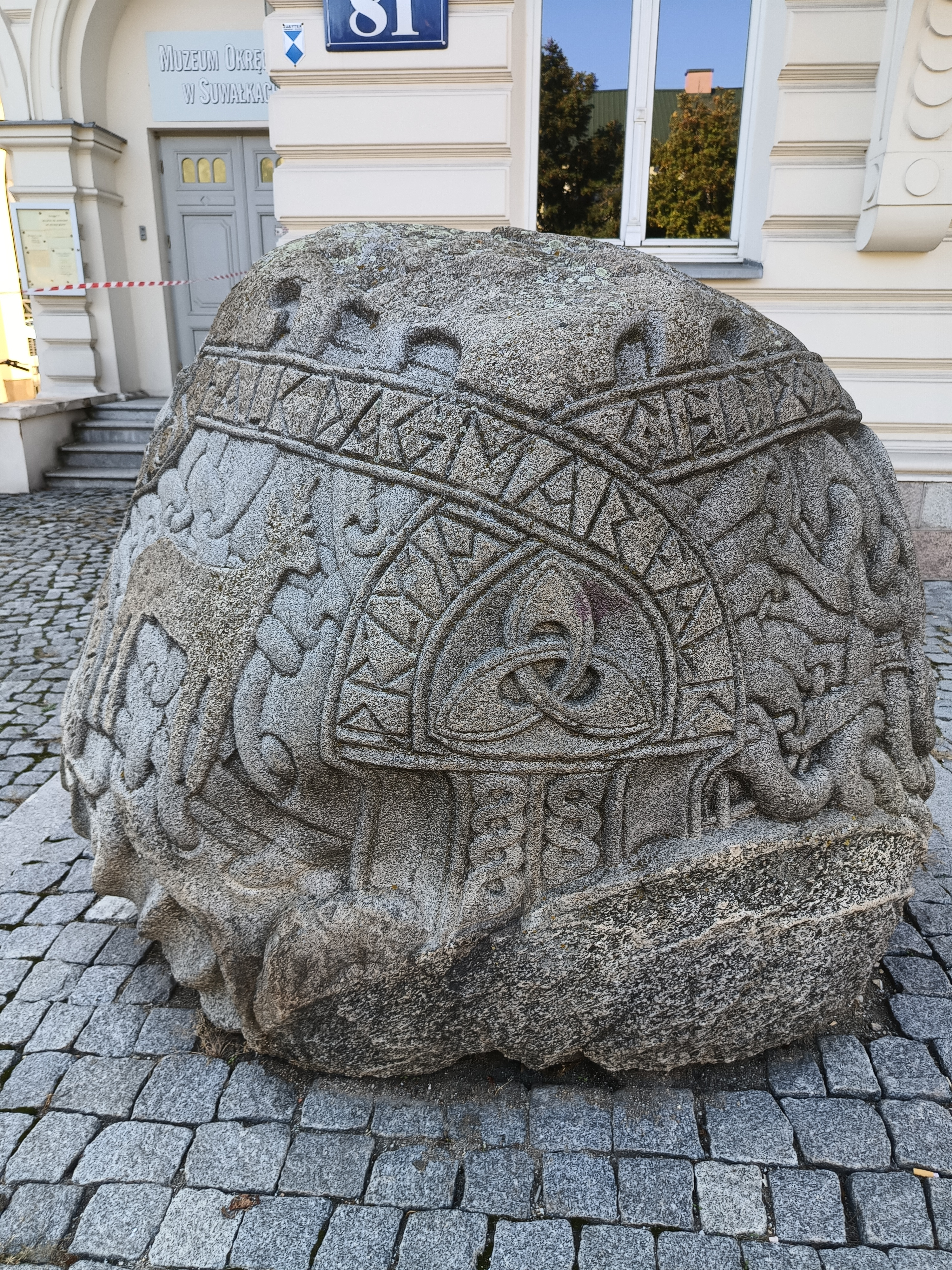
Rzeźbiony głaz narzutowy poświęcony pamięci Knuta Olofa Falka (Suwałki)
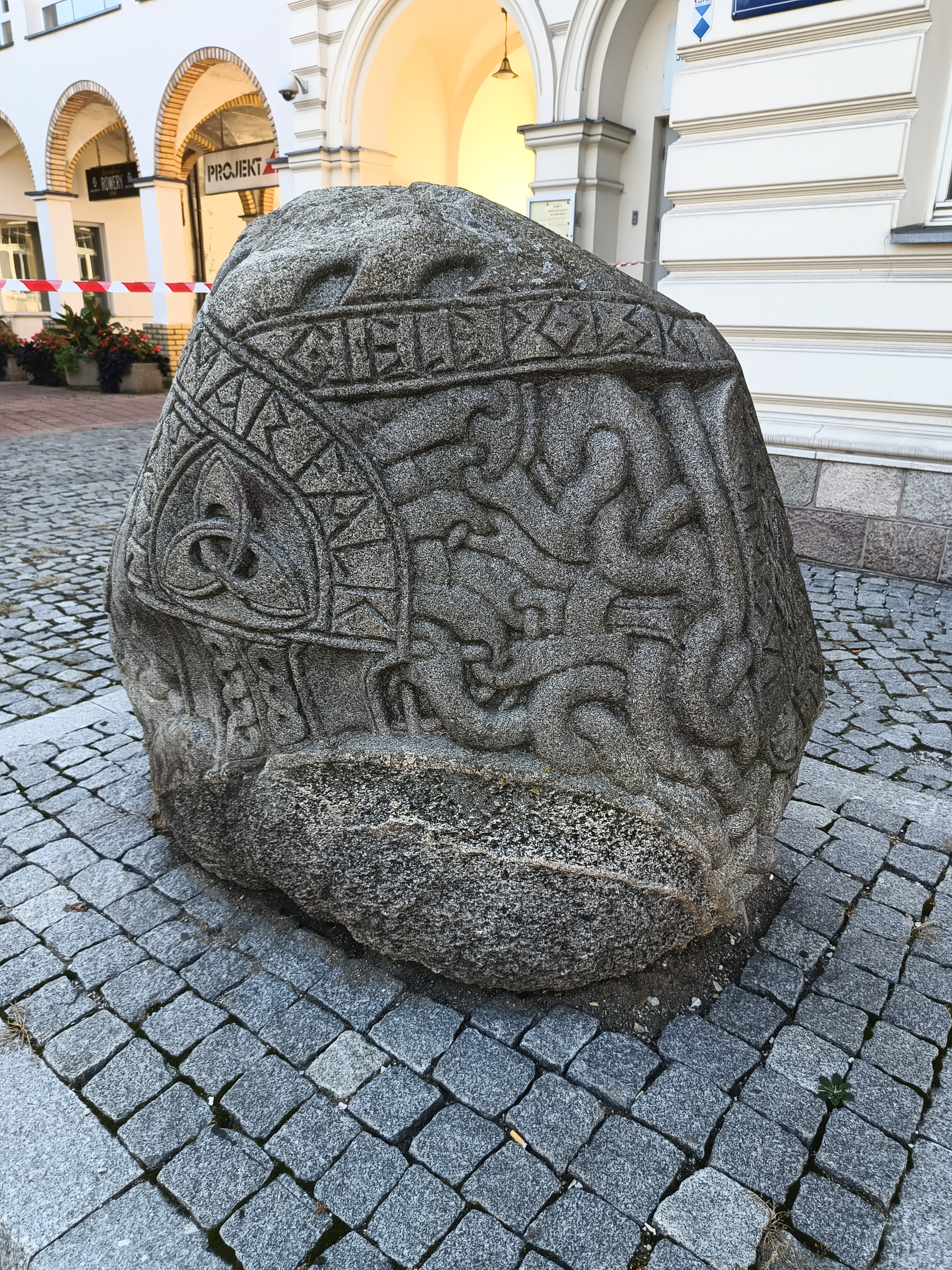
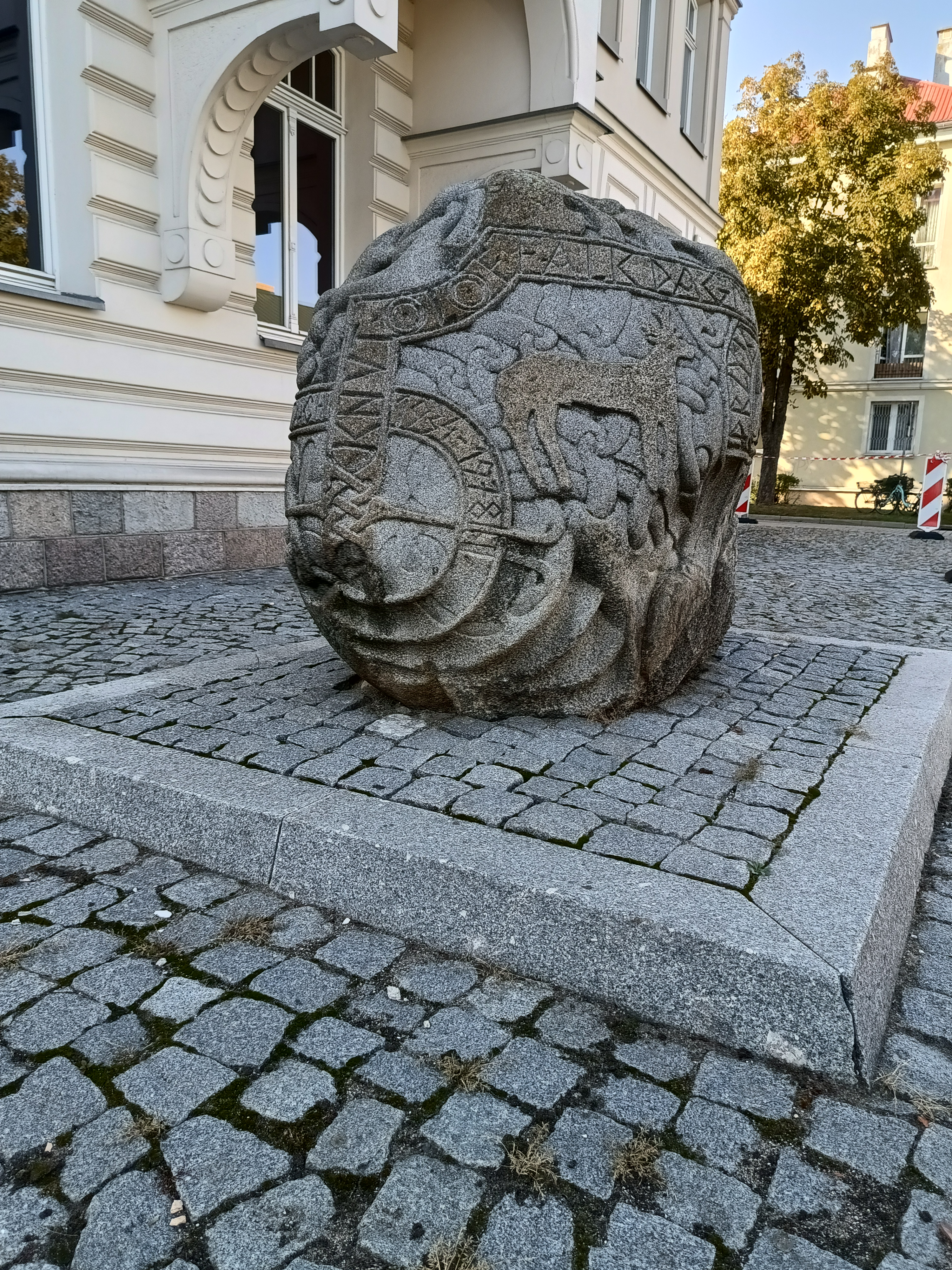
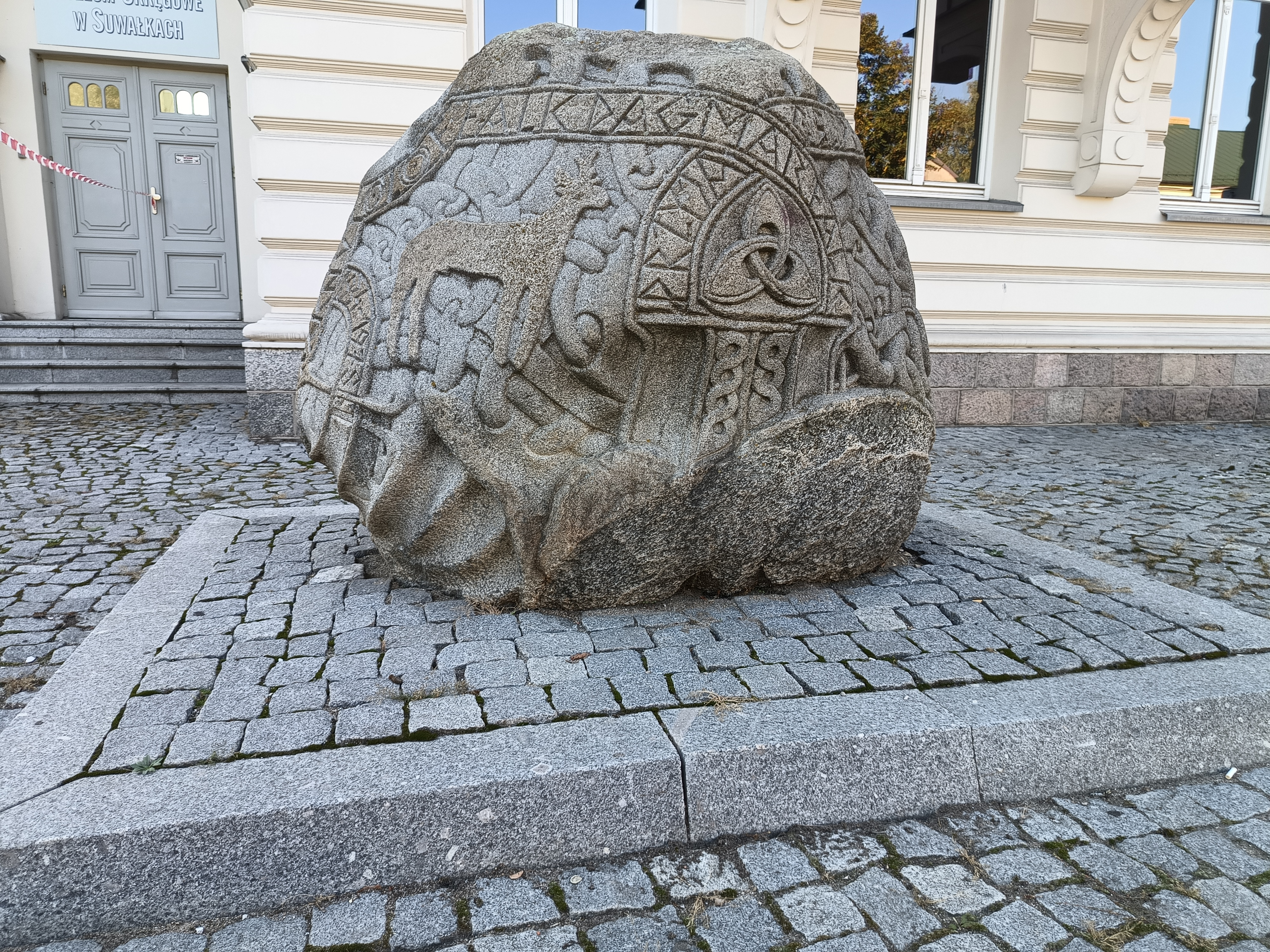

## O uroczystym odsłonięciu pomnika
Pomnik odsłonięto 2 września 1992 roku. W uroczystości, oprócz suwalskich władz miejskich i wojewódzkich, wzięła udział żona nieżyjącego profesora K.O. Falka, Dagmar Falk wraz z córką, synem i wnukami. Ambasadę szwedzką reprezentowała żona ambasadora Królestwa Szwecji w Warszawie oraz radca ambasady Mats Staffansson. Symbolicznego odsłonięcia pomnika, przecięcia wstęgi o barwach narodowych Polski i Szwecji, dokonali: Zbigniew Filipkowski (senator Rzeczypospolitej Polskiej), Leszek Poźniak (prezydent Suwałk) i pani ambasadorowa (reprezentowała Królestwo Szwecji). Deszczowa pogoda nie odstraszyła zgromadzonych suwalczan i przybyłych gości. Zebrani zwiedzili również wystawę poświęconą pamięci profesora Falka. (...) Zgromadzone na niej pamiątki i wydawnictwa dokumentujące życie i twórczość naukową profesora pozostaną już w zbiorach Muzeum Okręgowego w Suwałkach. Goście wysłuchali również wypowiedzi dr. Jana Jaskanisa – dyrektora Państwowego Muzeum Archeologicznego w Warszawie i wspomnień pani Dagmar Falk.. 